# Cladotanytarsus matthei
Cladotanytarsus matthei är en tvåvingeart som beskrevs av Gilka 2001. Cladotanytarsus matthei ingår i släktet Cladotanytarsus och familjen fjädermyggor.
Artens utbredningsområde är Polen. Arten har ej påträffats i Sverige. Inga underarter finns listade i Catalogue of Life.